# Луперкалия (група)
 Тази статия е за италианската готик група.  За римските празници вижте Луперкалии.  
Lupercalia (или Lvpercalia) е италианска готик група. Името на групата идва от Луперкалите — празници в Древен Рим. Музиката им е вдъхновена от средновековната италианската музикална традиция. В по-голямата си чест текстовете на песните им са на латински.
Групата е създадена през 1999 от Рикардо Пренчипе. Заедно с цигуларя Пиеранджело Фавола сформират дуото. През 2000 излиза първият им албум – „Soehrimnir“, който е изцяло инструментален.
През 2001 Пиеранджело Фавола е заменен от оперната певица Клаудия Флорио. През 2004 издават втория си албум – „Florilegium“. В записите на албума участват и други класически музиканти.

## Състав

### Настоящи членове
- Рикардо Пренчипе - класическа китара, дулцимер, синтезатори
- Клаудия Флорио - сопрано

### Предишни членове
- Пиеранджело Фавола - цигулка